# Région de Liberec
La région de Liberec (en tchèque : Liberecký kraj) est une des 14 régions de la Tchéquie. Elle se situe au nord de la Bohême. Sa capitale administrative est la ville de Liberec.

## Géographie
La région se trouve au nord de la Bohême. Son relief est dominé par la chaîne basaltique des monts de la Jizera.

## Administration
La région compte quatre districts (en tchèque : okres), qui portent le nom de leur chef-lieu :
- district de Česká Lípa
- district de Jablonec nad Nisou
- district de Liberec
- district de Semily

## Principales villes
Population des principales villes de la région au 1er janvier 2025 et évolution depuis le 1er janvier 2024 :
| Liberec              | district de Liberec            | 108 090 | en stagnation   |
| Jablonec nad Nisou   | district de Jablonec nad Nisou | 46 209  | en stagnation   |
| Česká Lípa           | district de Česká Lípa         | 36 815  | en diminution   |
| Turnov               | district de Semily             | 14 577  | en augmentation |
| Nový Bor             | district de Česká Lípa         | 11 318  | en diminution   |
| Semily               | district de Semily             | 8 022   | en diminution   |
| Hrádek nad Nisou     | district de Liberec            | 8 001   | en augmentation |
| Frýdlant             | district de Liberec            | 7 379   | en diminution   |
| Mimoň                | district de Česká Lípa         | 6 387   | en augmentation |
| Chrastava            | district de Liberec            | 6 315   | en diminution   |
| Železný Brod         | district de Jablonec nad Nisou | 6 043   | en diminution   |
| Tanvald              | district de Jablonec nad Nisou | 5 970   | en diminution   |
| Lomnice nad Popelkou | district de Semily             | 5 626   | en diminution   |
| Jilemnice            | district de Semily             | 5 377   | en diminution   |
| Doksy                | district de Česká Lípa         | 5 115   | en stagnation   |

## Culture
- Château de Sychrov
- Paradis de Bohême